# Ломаццо
Ломаццо (італ. Lomazzo) — муніципалітет в Італії, у регіоні Ломбардія, провінція Комо.
Ломаццо розташоване на відстані близько 510 км на північний захід від Рима, 29 км на північний захід від Мілана, 14 км на південь від Комо.
Населення — 9735 осіб (2014).
Щорічний фестиваль відбувається 9 грудня. Покровитель — San Siro.

## Демографія
Населення за роками:

Станом на 1 січня 2023 року в муніципалітеті офіційно проживало 880 іноземців з 69 країн, серед них 166 громадян країн Євросоюзу та 55 громадян України.

## Сусідні муніципалітети
- Бреньяно
- Кадораго
- Чиримідо
- Гуанцате
- Ровелласка
- Ровелло-Порро
- Турате